# Moreau (rivière, Missouri)
Pour les articles homonymes, voir Moreau et Rivière Moreau.
La rivière Moreau, (anglais : Moreau River), est un cours d'eau qui coule dans le centre de l'État du Missouri. Elle est un affluent de la rivière Missouri et contribue au bassin fluvial du fleuve Mississippi.

## Géographie
D'une longueur d'environ 120 km, la rivière prend ses deux principales sources dans le Comté de Moniteau, à l'Est de la ville de Jefferson City, siège du comté de Cole. Après leur parcours respectif vers l'Est, les deux cours d'eau se rejoignent au Sud de la ville de Jefferson City pour former un seul lit à une soixantaine de kilomètres de sa confluence avec le Missouri. La rivière Moreau se jette dans le Missouri à une dizaine de kilomètres en amont de la confluence entre le Missouri et la rivière Osage.

## Histoire
Moreau fut un patronyme porté par plusieurs colons français et Canadiens-français qui arpentèrent la région comme trappeurs ou coureurs des bois à l'époque de la Louisiane française. 